# 马河乡 (礼县)
马河乡，是中华人民共和国甘肃省陇南市礼县下辖的一个乡镇级行政单位。

## 行政区划
马河乡下辖以下地区：
姚杨村、周蔺村、孟泉村、宋河村、吴河村、杨喜村、郑川村、郑庙村、三星村、彦龙村、三赵村、朱家山村、八庙村、郭河村、唐湾村、胡集村和阳坡村。